# Trimerophoron brentanum
Trimerophoron brentanum är en mångfotingart som beskrevs av Karl Wilhelm Verhoeff 1930. Trimerophoron brentanum ingår i släktet Trimerophoron och familjen Neoatractosomatidae. Inga underarter finns listade i Catalogue of Life.